# Sutherland (Scozia)

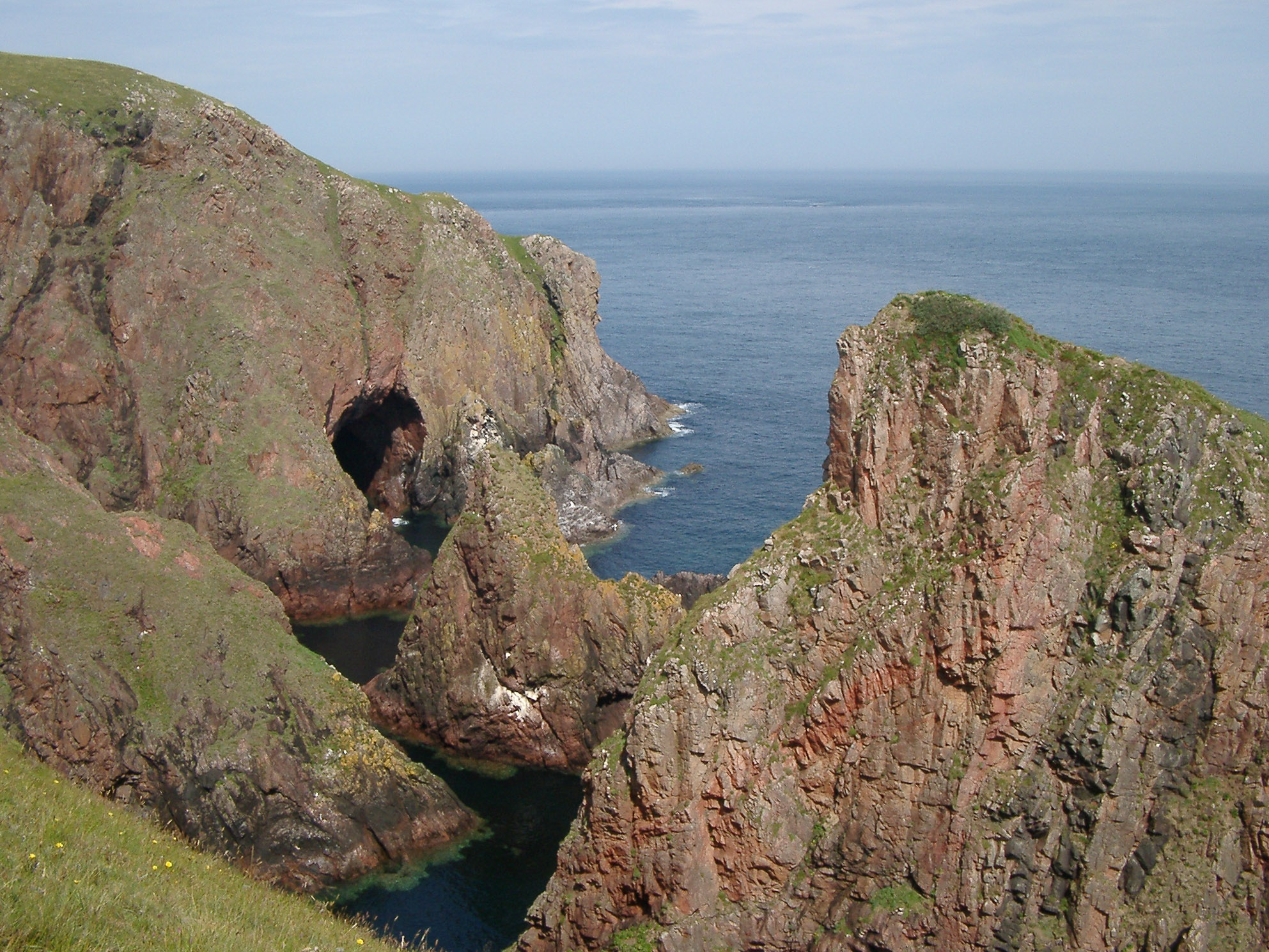
Capo Wrath, nel Sutherland

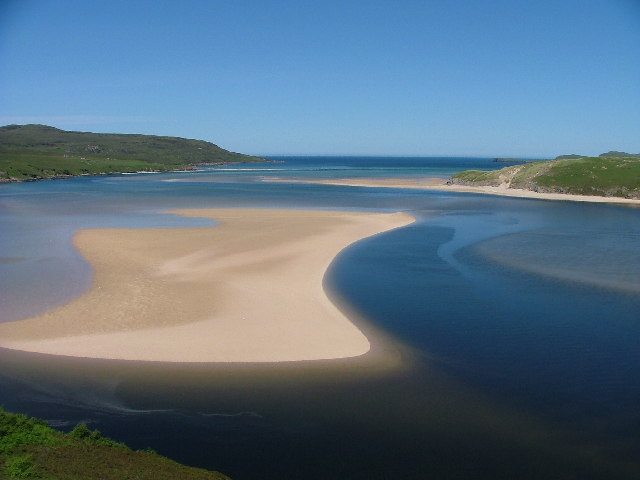
Il Kyle of Durness, nel Sutherland

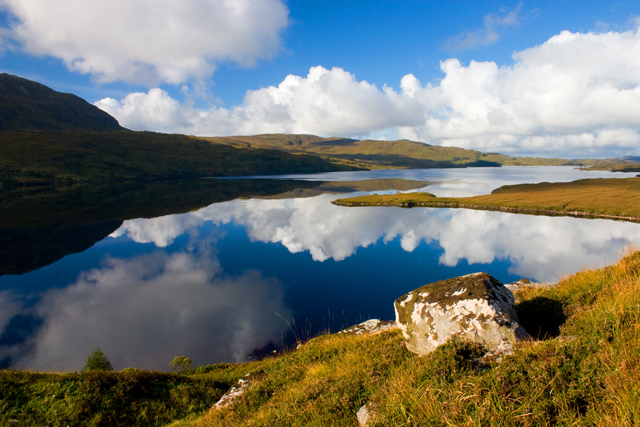
Il Loch Assynt, nel Sutherland

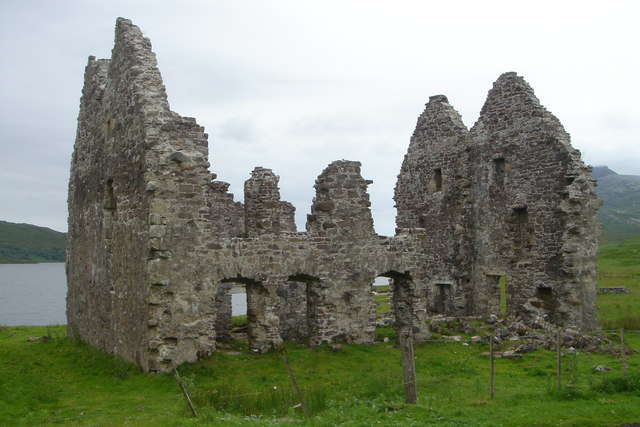
Le rovine di Calda House, nel Sutherland

Il Sutherland è una contea tradizionale della Scozia, situata nella zona delle Highlands settentrionali, nell'estremità settentrionale della regione, ed inclusa dal 1996 nell'area amministrativa dell'Highland. Occupa un'area di 5.252 km² e conta una popolazione pari a circa 13.000 abitanti.
Principale centro, nonché unico burgh dell'area, è Dornoch. Altre località sono Golspie, Brora, Helsdal, Inchnadamph, Rhiconick e Tongue.

## Etimologia
Il toponimo Sutherland fu dato dai Vichinghi, che per primi si insediarono nella zona, e significa "terra meridionale".

## Geografia

### Collocazione
Il Sutherland confina a nord-est con la contea di Caithness, a sud con la contea di Ross and Cromarty, a nord e ad ovest con l'Oceano Atlantico e a sud-est con il Mare del Nord.

### Territorio

#### Montagne
Le principali vette del Sutherland sono il Ben More Assynt (998 m), il Ben Kilbreck (961 m) e il Ben Loyal.

#### Laghi
Il territorio del Sutherland si caratterizza per il numero considerevole di laghi o loch, che complessivamente occupano un'area pari a 100 km².
Tra questi, vi sono il Loch Shin (il più grande della contea), il Loch Assynt e il Loch Loyal.

#### Fiumi
Il maggiore fiume dell'area è l'Oykell, della lunghezza di 55 km.

## Storia
In origine, l'area era nota nella sua parte occidentale come Dùthaich 'Ich Aoidh, vale a dire "terra del Clan Mackay", nella sua parte occidentale come Asainte o Assynt e nella parte orientale come Cathaib, un termine usato spesso in gaelico per indicare l'intera contea di Sutherland.
Il Sutherland divenne in seguito una delle 34 contee della Scozia e rimase tale anche nel 1890, quando le contee furono ridotte a 33.
Rimase una contea fino al 1975, quando le contee furono abolite vennero create 12 nuove regioni.
Nel 1996, con la nuova riorganizzazione amministrativa della Scozia, che prevedette l'abolizione delle regioni, il Sutherland fu incluso nell'area amministrativa dell'Highland. Alla Camera dei Comuni del Regno Unito, Sutherland è rappresentata all'interno del collegio Caithness, Sutherland and Easter Ross.

## Luoghi d'interesse
- Calda House, nei pressi di Inchnadamph (Assynt)[7]
- Capo Wrath[8]
- Castello di Dornoch[9]
- Dunrobin Castle[10]
- Kyle of Durness[11]
- Old Man of Stoer